# Embalse de García de Sola
El embalse de García de Sola es un embalse situado en España, concretamente en la zona de Extremadura cerca de Talarrubias, Badajoz. Fue construido en el año 1962 dentro de las actuaciones del llamado Plan Badajoz, en el que se construyeron varios embalses en la zona con el objetivo de almacenar agua para los regadíos que se preveían implantar en la provincia de Badajoz; dispone de una central hidroeléctrica situada a pie de presa. También podemos encontrar a unos metros de dicho embalse el poblado García de Sola o Puerto Peña, en el cual algunos de los trabajadores de la Confederación disponen de una vivienda.
Su denominación se realiza en honor y recuerdo del Ingeniero de Caminos gaditano Francisco García de Sola Cabeza, (1882-1957), que desde su cargo de Director general de Obras Hidraúlicas gestionó la construcción de numerosos embalses y pantanos. También participó en otros proyectos descatados, (puente de hierro en el camino de San Fernando a Chiclana de la Frontera o el proyecto del Metro de Buenos Aires en Argentina).
Este embalse tiene siete compuertas y almacena agua del río Guadiana.

## Entorno natural

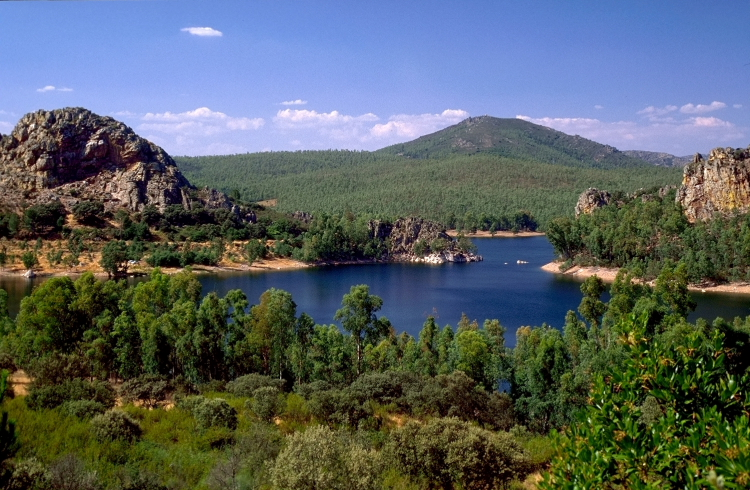
Entorno natural sobre el que se sitúa el embalse

El embalse se localiza en un paraje de gran belleza, entre grandes formaciones rocosas y densa vegetación formada por bosque mediterráneo, pinares y eucaliptos. 
Este lugar tiene un alto valor en avifauna, pudiéndose observar numerosas especies aves, como por ejemplo el buitre leonado, el buitre negro, la cigüeña negra, el águila real, el águila perdicera, el águila calzada, el halcón peregrino, el azor, el cernícalo primilla... 
También es de destacar las poblaciones piscícolas presentes en el embalse, haciéndolo muy atractivo a pescadores de toda España. En sus aguas conviven el lucio (algunos de gran tamaño) junto con black-bass, percasoles, barbos o carpas.

## Turismo

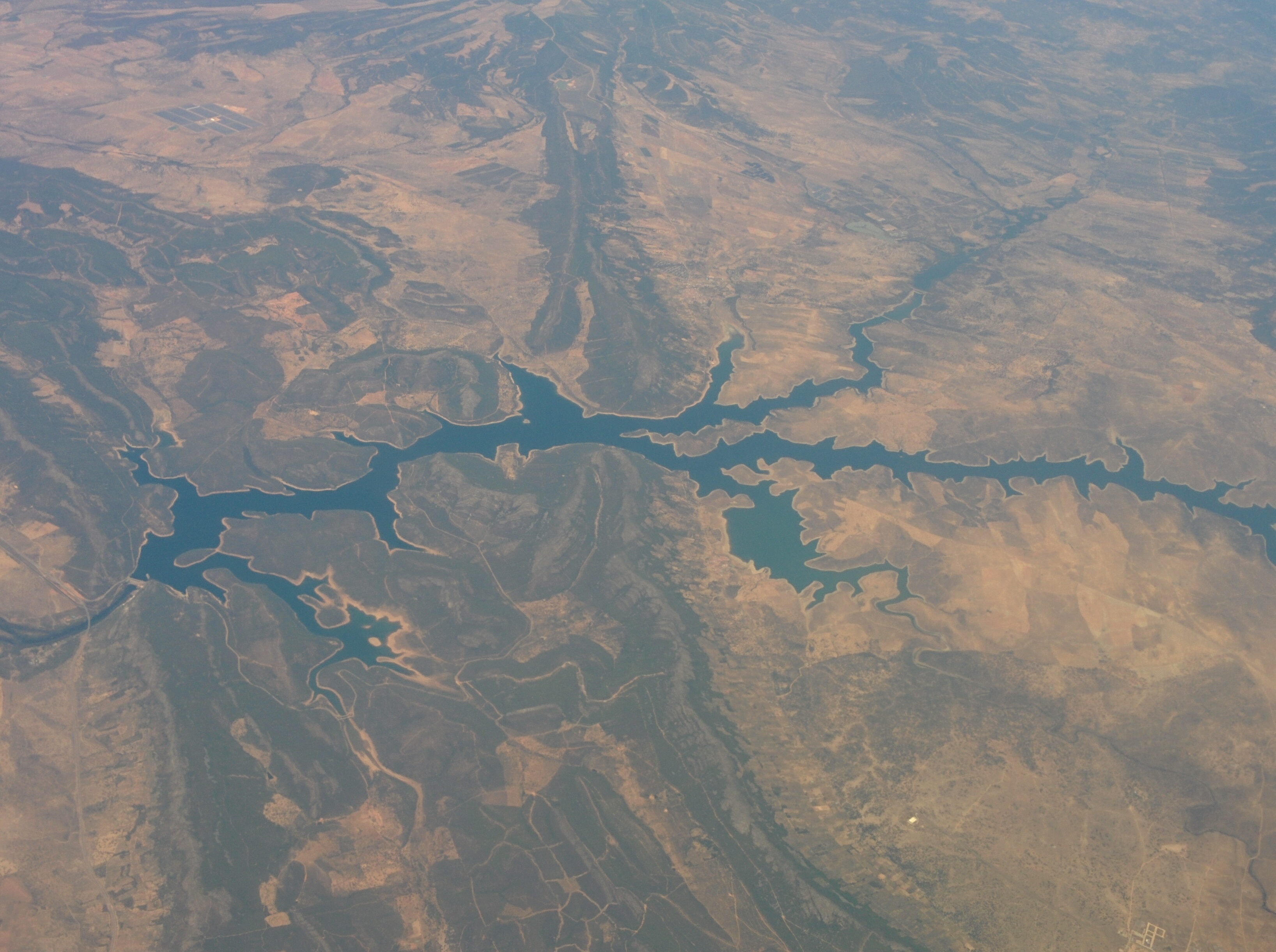
Vista aérea

Debido a la belleza del paisaje, en el que se entremezclan el agua, las formaciones rocosas, y las coberturas de matorral y bosques, se ha desarrollado una buena infraestructura turística que ha permitido que en la zona del embalse se reúnan numerosos veraneantes y turistas. En sus aguas puede practicarse piragüismo, navegación a motor, vela, y además hay habilitadas zonas para el baño y embarcadero.
También se ha desarrollado en la zona un camping de 1ª categoría, (cuenta con su centro de interpretación). También el embalse, cuenta con un bar-restaurante para la gente que se dirija a bañarse en la zona; pero a unos pocos metros, dirección Talarrubias se encuentra el poblado de Pantano Puerto Peña, con diferentes rutas y que cuenta con un restaurante, una pequeña ermita (abierta el primer domingo de cada mes, para toda persona que quiera ir), y el vivero. 

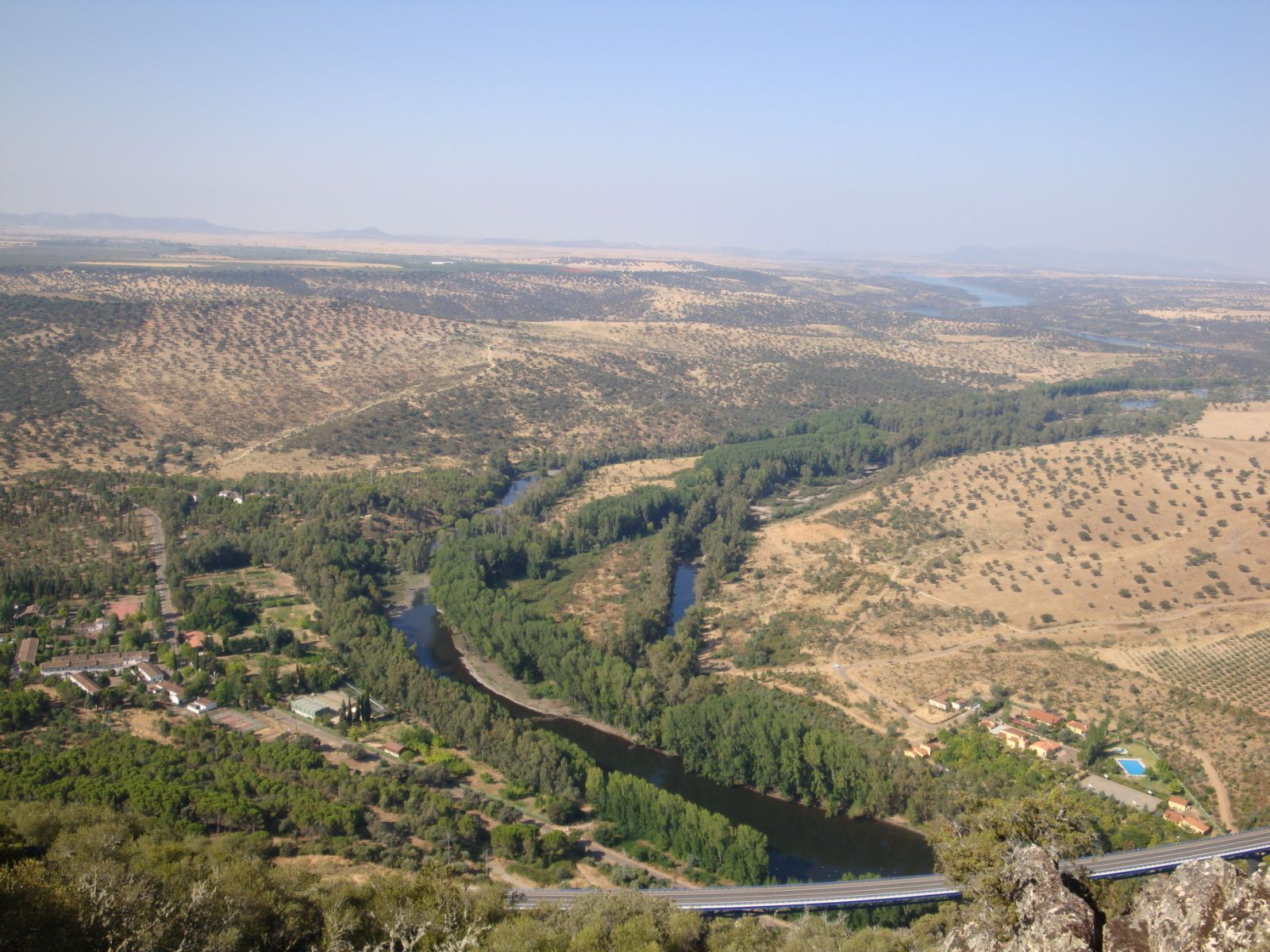
Vistas desde la antena, poblado García de Sola

En dichas formaciones rocosas, a través de una senda o camino (a unos 200 metros de la presa) se puede encontrar la denominada "Cueva de la Mora" desde donde se disfruta de unas maravillosas vistas de la zona del embalse y de los buitres que anidan en las peñas; aunque accediendo un poco más hacia arriba se encuentra la antena desde donde se puede observar la naturaleza, o el camping de la zona. Las vistas desde allí arriba son realmente espectaculares, no solo por los paisajes, sino porque con un poco de suerte veremos a los buitres sobrevolando la zona por encima y por debajo de nosotros; e incluso se puede apreciar el cambio del paisaje debido a la nacional.
El paisaje en los alrededores de la presa es muy bonito. La presa está rodeada de grandes farallones, riscos y promontorios rocosos moteados de vegetación, la gran extensión de agua del embalse y el cauce del Guadiana que retoma su curso tras la presa.